# Moosmücken
Die Moosmücken (Cylindrotomidae) sind eine Familie der Zweiflügler (Diptera) und gehören zu den Mücken (Nematocera). Weltweit leben etwa 50 Arten dieser Tiergruppe, davon sind nur vier Arten aus Deutschland bekannt. Es handelt sich um mittelgroße Mücken.
Der Körperbau der Moosmücken entspricht dem kleiner Schnaken (Tipulidae), die Flügel liegen in Ruhe übereinander gelegt auf dem Rücken. Die Mücken fliegen gern gegen Abend in Gewässernähe. Sie sind keine Blutsauger, sondern lecken nach Schnakenart Pflanzensäfte auf.
Die Eier werden meist einzeln am Boden oder an Pflanzen abgelegt. Phalacrocera klebt sie in die Blattachseln von Moospflänzchen, die aus dem Wasser ragen. Cylindrotoma schiebt die Eier mit sägeförmigen Hinterleibsanhängen in Pflanzengewebe ein.

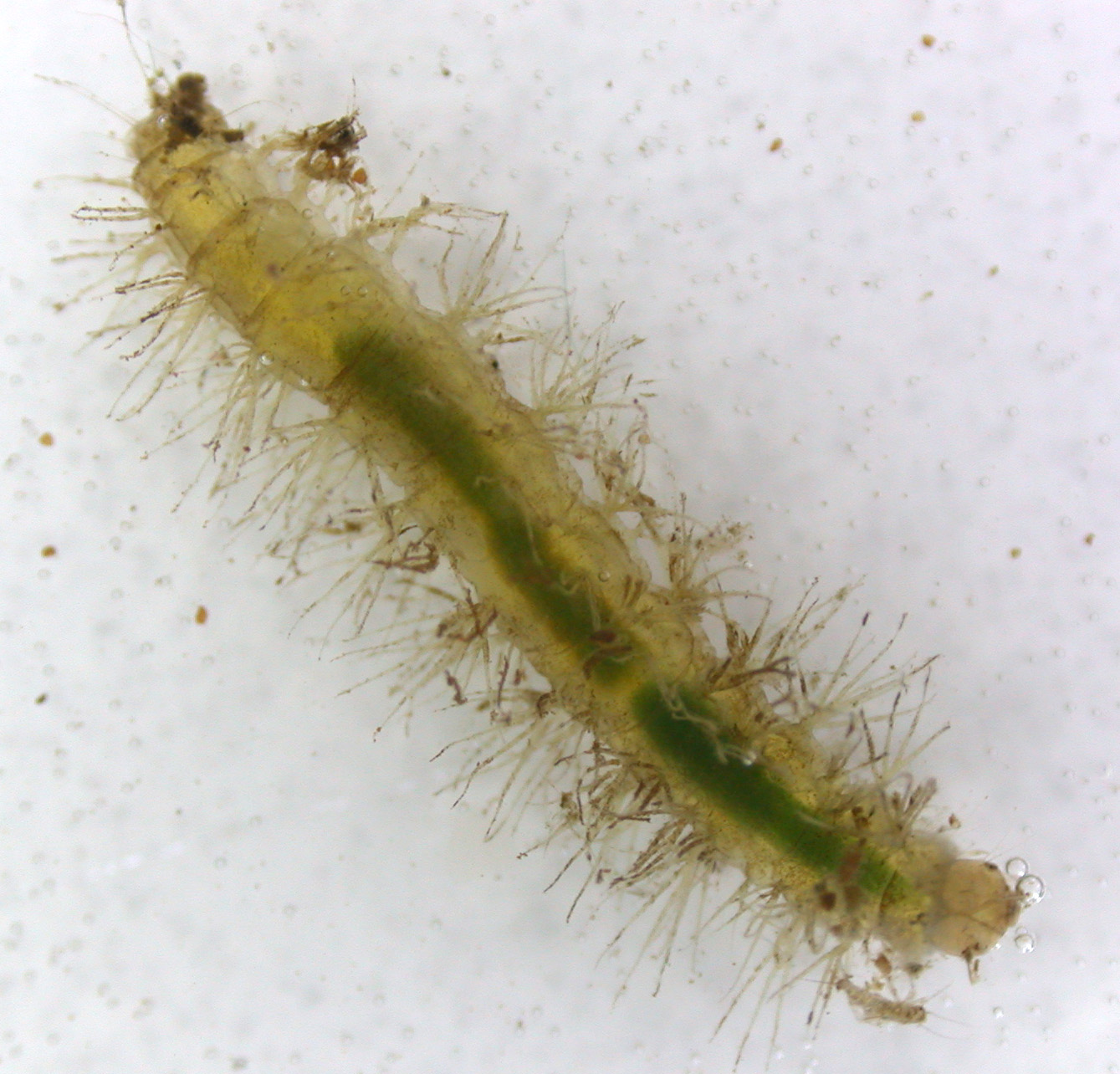
Larve von Phalacrocera replicata

Die Larven der meisten Arten besitzen blatt- oder fadenförmige Anhänge, welche sicher der Hautatmung dienen. Der Kopf ist einziehbar. Sie fressen an Land- und Wassermoosen, dem sie nach Gestalt und Färbung vor allem durch die Anhänge außerordentlich ähneln. Phalacrocera findet sich etwa vor allem an Fontinalis-Arten. Sie sind häufig um ein Mooszweiglein gewunden und dadurch noch weniger zu erkennen sowie gegen Abspülen geschützt. Die Larven mancher Arten leben am Boden an Falllaub. Die Atmung erfolgt über die Haut oder durch die beiden hinteren, offenen Tracheenöffnungen. Die Verpuppung erfolgt am Fressplatz der Larve, die Phalacrocera-Puppe liegt horizontal an der Oberfläche des Quellmoosrasens, vorn mit den beiden Atemhörnern, hinten mit drei Fortsatzpaaren verankert, die Cylindrotoma-Puppe ist am Hinterende aufgehängt. Phalacrocera überwintert als Larve unter Wasser an Fontinalis.